# 水森依音
水森 依音（みずもり いおん、1993年6月25日 - ）は、日本のタレント。
吉本興業のアイドルユニットつぼみ大革命のメンバー。
大阪府出身。吉本興業大阪所属。

## 来歴
2013年5月4日 つぼみオーディションに合格、5期生として加入。(同期3名)
2015年12月 同期の白城ちことユニット「exploreamo」（えくすぷろーりも）結成。
2017年2月4日に白城ちこが卒業して以降の肩書はコスプレイヤー。

## 人物
- 吉本興業のアイドルユニットつぼみ大革命のメンバー。愛称はいおん、ミズモー、おんちゃんなど。
- ユニットのメルヘン担当、カラーは紫[3]。
- フラミンゴが大好きで、「おはみんご」、「おやすみんご」などの挨拶がある。
- 趣味は、コスプレ、アニメ観賞、粘土細工。
- 特技は、絵、ハンドメイド。
- コスプレ衣装は大部分が自作。
- 粘土で作った寿司のアクセサリーなどを客席にバラ撒くこともある。つぼみ単独ライブ「つぼみLIVE～NGKからI Love You！～」では小道具も作成した。
- ロリータファッションなど、原宿系ファッション。
- 現在はshowroom配信の傍ら、本人曰く、タロット占いを修行中とのこと。

## オリジナルソング
| 曲名       | 作詞     | 作曲         | 初披露    | 備考       |
| ---------- | -------- | ------------ | --------- | ---------- |
| 純愛アリス | 安斎レオ | オカノアキラ | 2014/7/27 | センター曲 |
| マテリアル | 水森依音 | -            | 2019/6/25 | ソロ曲     |

## 出演

### ライブ
- よしもとコスプレ芸人ライブ（2016年9月16日、朝日劇場）
- JJライブ vol.1（2016年9月24日、空条徐倫、朝日劇場）[4]。
- ざわざわエボリューションMSX外伝　JJライブ in N県N市編 （2016年12月18日、トリッシュ・ウナ、cafe&dining nagood）[5]。
- JJライブ vol.2（2017年4月9日、山岸由花子、朝日劇場)[6]。

その他、つぼみとしての舞台出演多数。

### テレビ
- 取り扱い注意！アイドル必須マニュアル「ドルセツ」 (Kawaiian TV)[7]。

### インターネット動画
過去
- つぼみのニコニコランド（ニコニコ動画）水曜日出演
- ざわざわエボリューションMSX（ニコニコ動画）
- つぼみのもっと前進！（ニコニコ動画）
- つぼみのちょっと前進！（ニコニコ動画）不定期出演
- 水森依音の「水曜日のフラミンゴ」(ニコニコ動画）（2017年9月27日 - ）[8]。

現在
- つぼみ大革命の革命ナイト（ニコニコ動画）
- 新生紀ドラゴゲリオンZ （ニコニコ動画）不定期出演

### ラジオ
現在
- つぼみのじゃんぐる?レディOh！（YES-fm）火曜日出演（不定期出演）